# Love Is a Rose
Love is a Rose är en sång skriven 1974 av Neil Young för olanserade albumet Homegrown, men kom i stället på samlingsalbumet Decade.
Melodin till "Love Is a Rose" togs från en annan då olanserat låt vid namn "Dance Dance Dance," som slutligen släpptes på Live at Massey Hall 1971 2007. Neil Youngs kompband Crazy Horse hade spelade in "Dance Dance Dance" 1971 på albumet Crazy Horse.

## Linda Ronstadts version
Linda Ronstadt spelade in "Love Is a Rose" i countrystil på albumet Prisoner in Disguise 1975. Hennes version nådde topplaceringen #5 på amerikanska Billboard Country Singles-listan. Låten testades också på poporienterade "Billboard" Hot 100 men dess B-sida: "Heat Wave" blev popradiostationernas val, med topplaceringen #5.

### Listplaceringar
| Lista (1975)                              | Topplacering |
| ----------------------------------------- | ------------ |
| Amerikanska Billboard Hot 1000            | 63           |
| Amerikanska Billboard Hot Country Singles | 5            |
| Kanadensiska RPM Top Singles              | 100          |
| Kanadensiska RPM Country Tracks           | 46           |

## Andra versioner
- Lisa Loeb selade in "Love Is a Rose" 2008 på albumet, Camp Lisa. Jill Johnson tolkade låten 2009 på coveralbumet Music Row II [1], efter att tidigare ha framförd låten live i a cappella-version med orkestern under livekonserterna.[2].

### Fotnoter
1. ↑  Information i Svensk mediedatabas.
2. ↑  Helsingborgs dagblad 18 februari 2008 - Rockig Jill skruvade upp volymen

- The Very Best of Linda Ronstadt av Linda Ronstadt på Amazon

Den här artikeln är helt eller delvis baserad på material från engelskspråkiga Wikipedia.